# Kościół św. Brata Alberta Chmielowskiego w Mońkach
Kościół świętego Brata Alberta Chmielowskiego w Mońkach – rzymskokatolicki kościół parafialny należący do parafii pod tym samym wezwaniem (dekanat Mońki archidiecezji białostockiej).
Projekt świątyni został wykonany przez inżyniera architekta Andrzeja Kiluka. Prace budowlane zostały rozpoczęte jesienią 1998 roku, natomiast już od 16 listopada 2003 roku w będącej jeszcze w stanie surowym świątyni została odprawiona pierwsza msza święta. Kościół został konsekrowany w 10. rocznicę powstania parafii, w dniu 24 czerwca 2007 roku przez arcybiskupa Edwarda Ozorowskiego. Obiekt nawiązuje do popularnego na początku XI wieku typu gotyckich świątyń toskańskich. Jest to budowla ceglana, o jasnym wnętrzu, z wieżą i asymetrycznie usytuowaną dzwonnicą. Fasada jest ozdobiona rozetą z witrażem przedstawiającym głównego patrona parafii. Przy ofiarnym zaangażowaniu parafian, sprawnie mobilizowanych przez swego proboszcza, trwały intensywne prace wykończeniowe. Została urządzona kaplica pogrzebowa pod prezbiterium, zostały zamontowane witraże, wykonane przez Mieczysława Mazura, uporządkowany i upiększony został plac wokół świątyni. Kościół otrzymał dębowe ławki i konfesjonały, zainstalowane zostały również 29-głosowe organy piszczałkowe o trakturze mechanicznej. W 2011 roku sakralny charakter budowli podkreśliły marmurowe ołtarze, które w dniu 22 kwietnia 2012 roku zostały poświęcone przez arcybiskupa Edwarda Ozorowskiego. Świątynia została wyposażona w instalację grzewczą.